# 후쿠니시 다카시
후쿠니시 다카시(일본어: 福西 崇史, 1976년 9월 1일 ~ )는 일본의 전직 축구 선수로 선수 시절 포지션은 미드필더였다.

## 선수 시절

### 클럽
1995년 주빌로 이와타 입단을 통해 프로에 데뷔하여 2006년까지 11년간 공식전 363경기 60골을 터뜨리며 J1리그 3회 우승(1997, 1999, 2002) 및 3회 준우승(1998, 2001, 2003), J리그컵 1회 우승(1998) 및 2회 준우승(1997, 2001), 2003년 일왕배 우승, 2004년 일왕배 준우승, AFC 챔피언스리그 1회 우승(1998-99) 및 2회 준우승(1999-2000, 2000-01), 1999년 아시안 슈퍼컵 우승, 일본 슈퍼컵 3회 우승(2000, 2003, 2004) 등에 공헌했고 4번의 J1리그 베스트 11에도 선정되는 등 이와타의 핵심 미드필더로 맹활약했다.
이후 2007년 FC 도쿄로 이적하여 공식전 34경기 7골을 기록하며 J리그컵과 일왕배 8강의 성적을 남겼고 2008년 지역 라이벌인 도쿄 베르디로 적을 옮겨 35경기 3골을 기록한 뒤 13년간의 프로 선수 생활을 마감했다.

### 국가대표팀
1999년 코파 아메리카를 앞두고 일본 A대표팀에 첫 발탁된 후 페루와의 A조 1차전에서 국제 A매치 데뷔전을 치렀다.
그 후 대한민국과 공동 개최국 자격으로 자국에서 열린 2002년 FIFA 월드컵 본선에 합류하여 러시아와의 H조 2차전에서 교체 선수로 5분간 소화하며 팀의 1-0 승리를 지켜냈으며 이후 팀은 튀니지를 최종전에서 꺾고 사상 첫 월드컵 16강 진출에 성공했다.
뒤이어 2004년 6월 9일 홈에서 열린 인도와의 2006년 FIFA 월드컵 아시아 지역 2차 예선 3조 3차전에서 A매치 데뷔 5년만에 첫 골을 신고하며 팀의 7-0 대승을 조력했고 1개월 후 열린 2004년 AFC 아시안컵에서도 2골을 터뜨리며 팀의 우승에 기여한 뒤 이듬해에 열린 2005년 동아시아 축구 선수권 대회에서 팀의 준우승에 기여했다.
그리고 2006년 FIFA 월드컵 본선에도 이름을 올린 후 2경기에 선발 출전했으나 팀은 1무 2패·조 최하위의 성적에 그치며 조별리그 탈락의 쓴 맛을 봤고 A매치 통산 64경기 7골의 기록을 남긴 뒤 7년간 입었던 국가대표팀 유니폼을 반납했다.

## 통계
| 일본 | 일본 | 일본 |
| 연도 | 출전 | 득점 |
| ---- | ---- | ---- |
| 1999 | 3    | 0    |
| 2000 | 0    | 0    |
| 2001 | 2    | 0    |
| 2002 | 10   | 0    |
| 2003 | 6    | 0    |
| 2004 | 18   | 5    |
| 2005 | 14   | 1    |
| 2006 | 11   | 1    |
| 통산 | 64   | 7    |

## 수상

### 클럽
주빌로 이와타
- J1리그 : 우승 (1997, 1999, 2002), 준우승 (1998, 2001, 2003)
- J리그컵 : 우승 (1998), 준우승 (1997, 2001)
- 일왕배 : 우승 (2003), 준우승 (2004)
- AFC 챔피언스리그 : 우승 (1998-99), 준우승 (1999-2000, 2000-01)
- 아시안 슈퍼컵 : 우승 (1999)
- 일본 슈퍼컵 : 우승 (2000, 2003, 2004)

### 국가대표팀
일본
- AFC 아시안컵 : 우승 (2004)
- EAFF E-1 풋볼 챔피언십 : 준우승 (2005)

### 개인
- J1리그 베스트 11 : 1999, 2001, 2002, 2003